# Regulador (buceo)

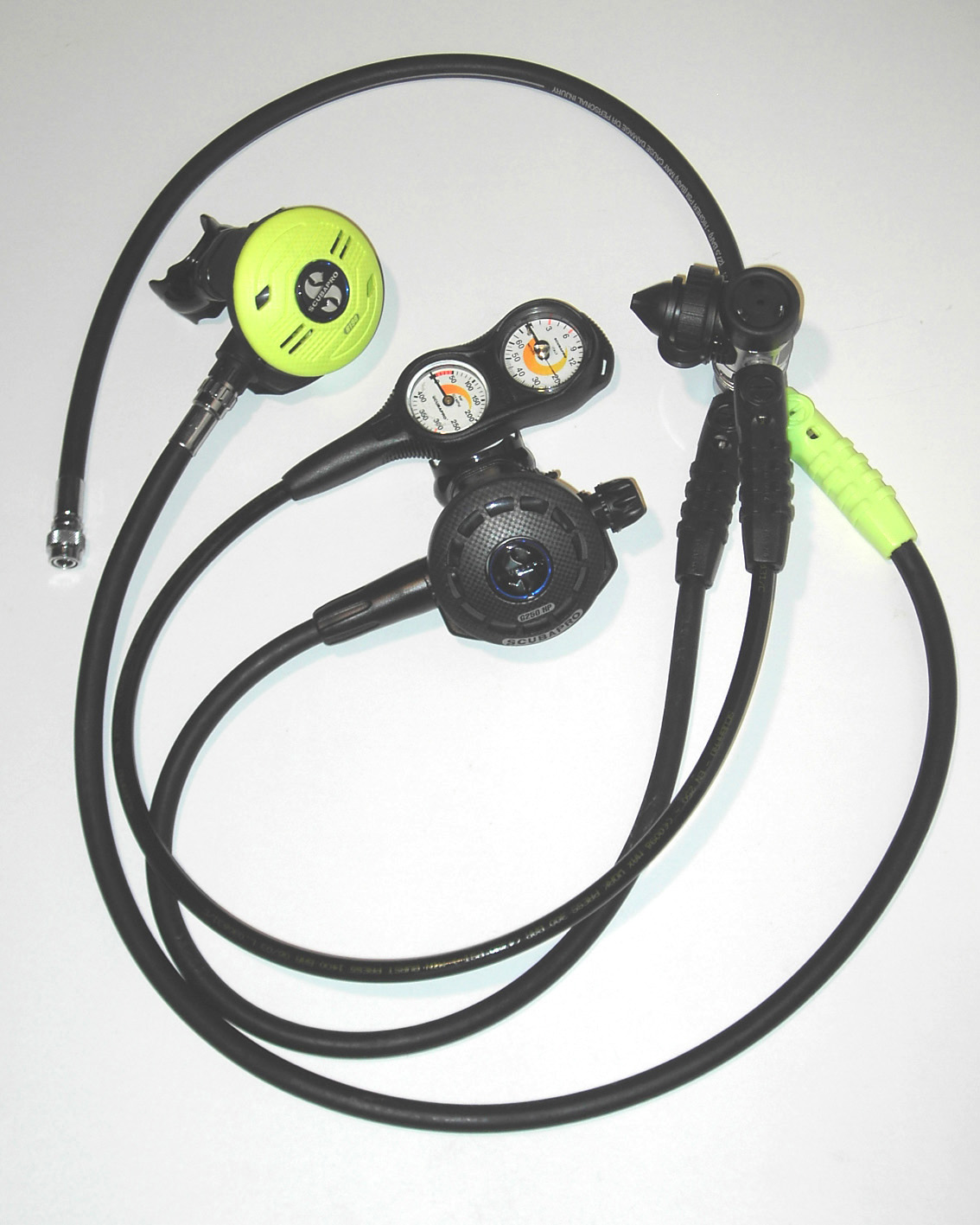
Reguladores de buceo

Un regulador es un mecanismo que permite que un buceador pueda respirar, a la presión ambiente, el gas de una botella de buceo, sea cual sea la profundidad a la que el buceador se encuentre. Es sobre todo el invento del regulador lo que ha permitido el desarrollo de la escafandra autónoma.

## Principio de funcionamiento
El regulador es el componente esencial de la escafandra autónoma. Es el mecanismo que despresuriza el gas respirable de la reserva embarcada por el buceador, proporcionándoselo automáticamente a la presión ambiente en cada una de sus inspiraciones, cualquiera que sea la profundidad a la que se encuentre. El regulador por sí solo es completamente inútil y no constituye por sí mismo una escafandra autónoma si no está acoplado a una reserva de gases respirables que permitan la supervivencia del buzo bajo el agua. Esta reserva de gases está habitualmente constituida por una o más «botellas de buceo». La escafandra autónoma es por tanto el dispositivo de respiración subacuática constituido por un regulador acoplado a una reserva de gas respirable, la escafandra autónoma, pero los buceadores, en su jerga habitual, no suelen hacer uso del término «escafandra autónoma». Se refieren a esos mismos dispositivos con los simples nombres de «regulador» y «botella».

## Historia

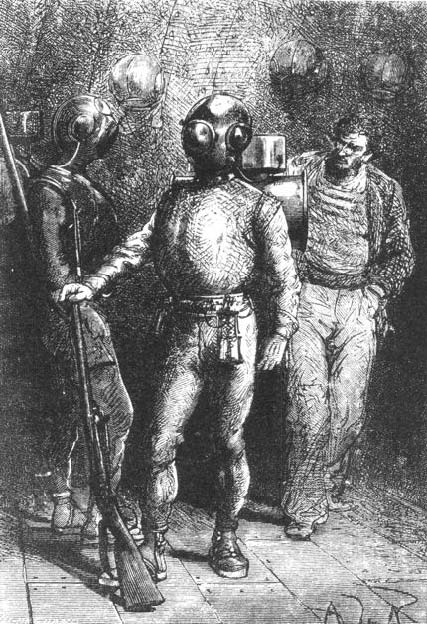
El aparato Rouquayrol-Denayrouze en Veinte mil leguas de viaje submarino.

A lo largo del siglo XIX y hasta mediados del siglo XX el sistema de buceo más habitual fue el de la escafandra tradicional o escafandra de casco, con la que el buzo deambulaba verticalmente por el fondo de un mar, río o lago respirando gracias al aire que una bomba le enviaba desde la superficie a través de una manguera que llegaba hasta su casco. Los sistemas autónomos, como ya había sido el caso en el siglo XVIII, siguieron siendo la excepción el siglo XIX, pero aun así hubo algunos inventos de mayor o menor eficacia. El primer reciclador (los recicladores también se les llama «sistemas de respiración recliclada») fue patentado por primera vez en Francia en 1808 por sieur Touboulic, pero no se fabricó ninguno de manera eficaz hasta la llegada en 1849 del reciclador de Pierre Aimable De Saint Simon Sicard. Desde entonces se siguió perfeccionando la tecnología del reciclador en otros países de Europa hasta la actualidad, sobre todo en Inglaterra y en Alemania, pero siempre con una autonomía muy limitada en profundidad debido al hecho de usar oxígeno puro en el sistema de reciclaje del aire respirado (pues el oxígeno puro puede provocar un edema pulmonar a profundidades superiores a 10 o más metros).
La tecnología del reciclador es por tanto muy limitada en cuanto a la profundidad que el buceador puede llegar, pero no es el caso del regulador cuando este está acoplado a una reserva de aire comprimido, la cantidad de oxígeno no es peligrosa hasta aproximadamente los 70 metros de profundidad. Otras mezclas de gases, en proporciones diferentes a las del aire que compone la atmósfera terrestre, permiten incluso bucear con relativa seguridad a profundidades de unos pocos cientos de metros. El primer regulador de la historia, o en todo caso el más antiguo del que se tiene constancia, fue patentando a Argentan en 1838 por el médico francés Manuel Théodore Guillaumet. Estaba acoplado a una manguera alimentada en aire desde la superficie y por lo tanto no constituía en sí mismo un escafandra autónoma propiamente dicho. La primera vez que un regulador fue acoplado a una reserva de aire fue gracias al invento que el francés Benoît Rouquayrol puso a punto en 1860 para que los mineros pudieran escapar de minas inundadas o intoxicadas con gas venenoso. En 1864 el oficial de la marina imperial francesa Auguste Denayrouze se asoció a Rouquayrol para adaptar el invento al buceo y en 1865 comenzó la primera producción en serie de la historia de una escafandra autónoma. En 1867 el aparato Rouquayrol-Denayrouze fue presentado en la exposición universal de ese mismo año en París donde ganó la medalla de oro en su categoría. Impresionado por este invento el escritor Julio Verne equipó al capitán Nemo y a sus hombres con el aparato Rouquayrol-Denayrouze en su famosa novela Veinte mil leguas de viaje submarino. Pero Verne describió en su novela una versión ficticia del aparato, que mejorado por el talento y el ingenio del capitán Nemo podía proporcionar horas de autonomía a cualquier profundidad. En realidad el verdadero aparato Rouquayrol-Denayrouze, tal como estaba concebido en el siglo XIX, con una reserva de aire comprimido de baja presión, no podía permitir inmersiones de más de 30 minutos y, a no más de 10 metros de profundidad.
Los reguladores modernos, tienen mucho menor tamaño que el regulador Rouquayrol-Denayrouze y con botellas de gas comprimido a presiones que permiten respirar durablemente a profundidades muy superiores a 10 metros, son un invento de los franceses Émile Gagnan y Jacques-Yves Cousteau. En París en 1942, debido a la confiscación de la gasolina por parte de los alemanes, Gagnan va miniaturizar un regulador Rouquayrol-Denayrouze y adaptó a los motores gasógenos para que los franceses pudieran utilizar sus automóviles, esperando tiempos mejores en que la gasolina volviera a ser más fácil de encontrar. Cousteau conoció Gagnan en diciembre de 1942 y le propuso acoplar su regulador no entre el carburador de un motor y una caldera de gases sino entre una botella de aire comprimido y los pulmones de un buceador. Gagnan aceptó el reto y en 1943 hicieron una serie de pruebas en el Marne. Después de solucionar algunas dificultades, patentaron el primer regulador moderno, el scaphandre autonome Cousteau-Gagnan («escafandra autónoma Cousteau-Gagnan»). En 1945, terminada ya la guerra, patentaron una versión mejorada, el CG45 ("C" de Cousteau, «G» de Gagnan y «45» de 1945), que fue el primer regulador moderno en ser comercializado (a partir de 1946). Con los años este invento ha sido objeto de adiciones y mejoras continuas hasta la actualidad, lo que garantiza hoy un alto nivel de seguridad y comodidad.

## Componentes

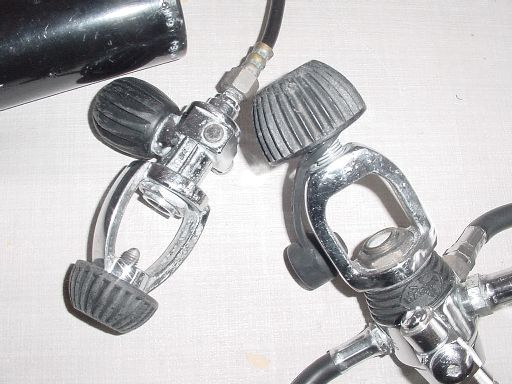
Ejemplo de acoplamiento

- Primera etapa: Es la pieza que se conecta directamente a la botella. Realiza una primera reducción de la presión, de alta presión a presión intermedia y distribuye el aire (u otro gas) a los latiguillos.
- Segunda etapa: Es la parte de la que respira el buceador, poniéndola en la boca. Reduce el aire de presión intermedia a presión ambiente y se lo proporciona al buceador a través de una boquilla.
- Segunda etapa alternativa u “octopus”: Es otra segunda etapa que se lleva por seguridad, ya sea para el buceador o un compañero. Por esta razón suele ser de color amarillo, para que sea más visible.
- Latiguillos: Cada una de las “mangueras” que conectan los componentes. Son adecuadas para las altas presiones y pueden ser de distintos revestimientos y color.
- Manómetro: Para conocer la presión del aire que hay en la botella, imprescindible para tu seguridad. Normalmente, se vende por separado del regulador.
- Latiguillo de baja presión: Es el latiguillo que se conecta al chaleco para permitir inflarlo con el aire a presión de la botella. Este se incluye con la compra del chaleco habitualmente.

## Conector DIN
Es el dispositivo que sirve para acoplar la primera etapa en la válvula de la botella. La presión máxima es de 300 bar.

## Primera etapa
La primera etapa es un manorreductor que reduce la presión del gas (típicamente) a 8-10 bar por encima de la presión ambiente. La primera etapa tiene una banda de alta presión y una banda de baja presión. La parte de alta presión está conectada al cilindro de gas. El lado de baja presión proporciona el gas la segunda etapa.

## Segunda Etapa
La segunda etapa suministra gas a la boquilla a la presión del entorno, para que el buceador pueda respirar correctamente.